# Obélisque d'Arles
L'aiguille d'Arles ou obélisque d'Arles est un obélisque monolithe anépigraphe, d'origine romaine, érigé au centre de la place de la République, à Arles.

## Localisation

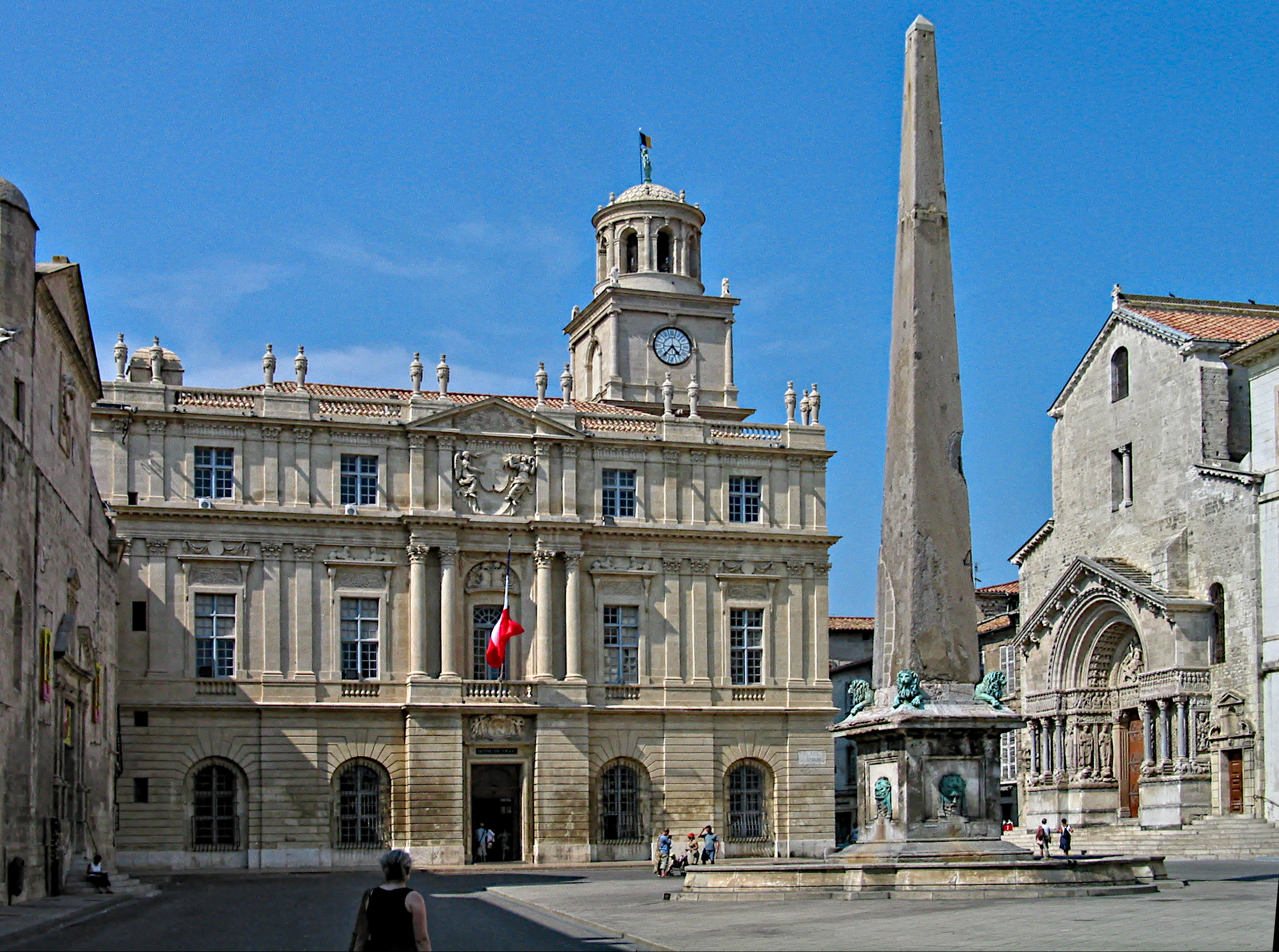
La place de la République d'Arles avec l'hôtel de ville, l'aiguille d'Arles et le portail de Saint-Trophime

L'obélisque d'Arles est situé à Arles dans les Bouches-du-Rhône, en France. Il est au centre de la place de la République, devant l'hôtel de ville d'Arles, l'église Saint-Trophime et l'église Sainte-Anne.
L'obélisque fait l'objet d'un classement au titre des monuments historiques par la liste des monuments historiques protégés en 1840. Depuis 1981, il est dans le périmètre des monuments romains et romans d'Arles sur la liste du patrimoine mondial de l'UNESCO.

## Description

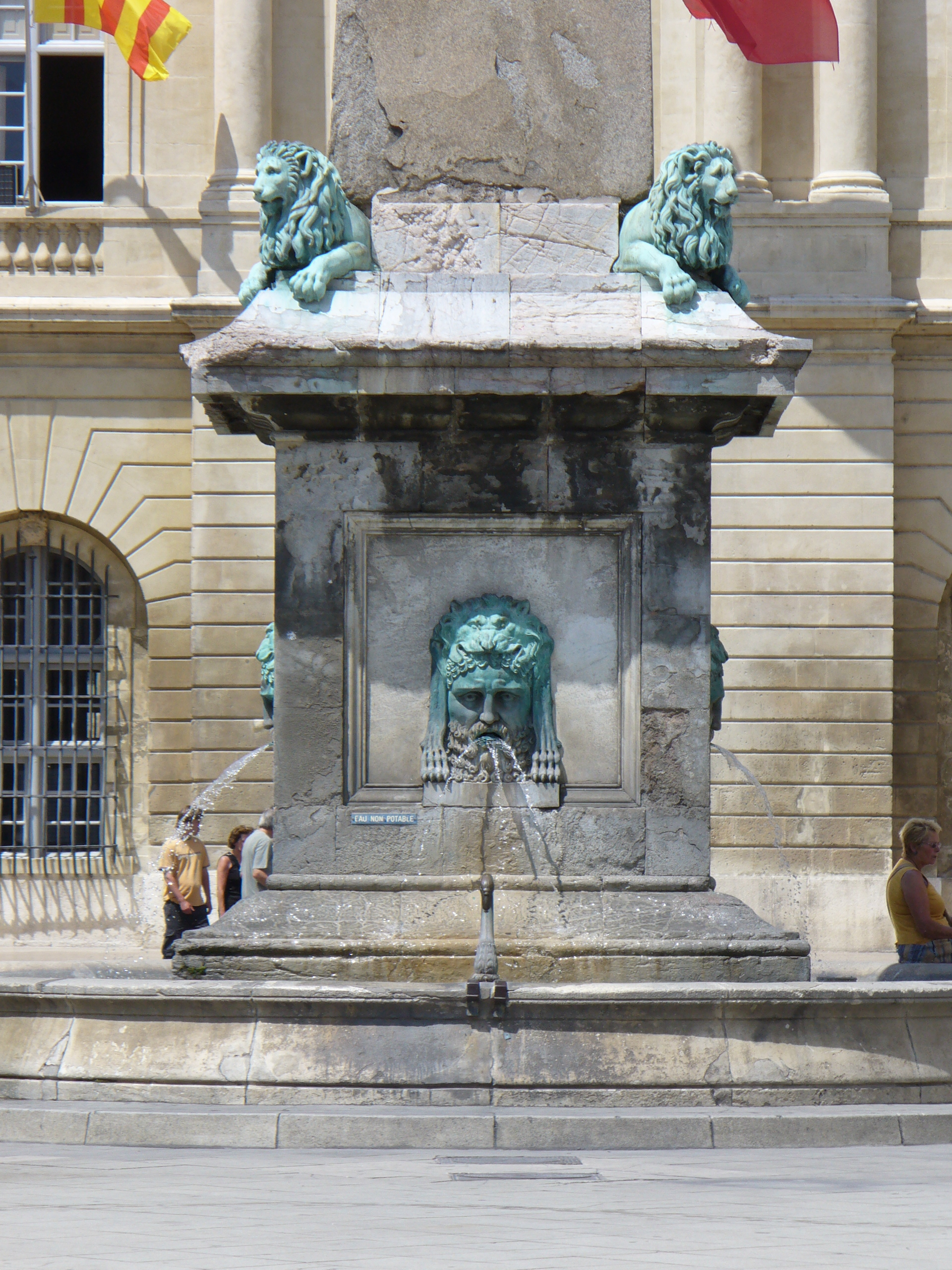
Le socle actuel, avec les sculptures d'Antoine Laurent Dantan.

Cet obélisque, de forme très effilée en comparaison des autres obélisques d'époque romaine ou antérieurs, n'est en rien égyptien. Le granite rouge dont il est constitué laisse supposer une origine d'Asie mineure, probablement de Troade (région de Troie). Il est entièrement dépourvu d'inscriptions, même romaines. Sa hauteur, socle compris, est d'environ 20 m.

## Chronologie
L'obélisque est érigé sous l'empereur Constantin, au IVe siècle, au centre de la spina du cirque romain d'Arles, lors de travaux de transformation. Puis à partir du VIe siècle, le cirque est abandonné : l'obélisque s'effondre ou est renversé, et se brise en deux parties.
L'obélisque est redécouvert en 1389 : on le montre aux hôtes de marque. Henri IV songe à le placer au centre de l'amphithéâtre (Arènes d'Arles).
C'est sous Louis XIV qu'on décide finalement de son sort : les consuls décident de l’ériger sur la place Royale (aujourd'hui place de la République), devant le nouvel hôtel de ville, « pour la plus grande gloire du roi Louis XIV ». Le fût est alors transporté depuis le lieu d'origine, ainsi que la pointe (environ 4 m) depuis la place Antonelle, où elle servait de banc.
L'obélisque est ré-érigé sur un socle de pierre ; le 26 mars 1676, quatre textes en latin à la gloire de Louis XIV sont gravés sur les faces du piédestal et la pointe est mise en place, bientôt surmontée d'un globe de bronze et d'un soleil. Ces ornements sommitaux changent au gré des époques et des régimes politiques : à la Révolution, le soleil est remplacé par un bonnet phrygien ; sous l'Empire, l'aigle remplace le bonnet ; sous Louis-Philippe, le coq chasse l'aigle, puis le soleil royal reprend sa place. En 1866, les ornements de la pointe sont définitivement retirés, et remplacés par un pyramidion de bronze, très discret.
Le socle fut orné au XIXe siècle d'un bassin et de lions de bronze, modelés par Antoine Laurent Dantan.
En 2023, la ville d'Arles procède à la rénovation de l'obélisque, la consolidation du socle de l'aiguille et de l'étanchéité de sa fontaine dans le cadre d'un Plan Patrimoine,. L'opération coûte 142 833 euros et est financée à 45% par la Direction régionale des affaires culturelles, à 35 % par l'État français au titre de la Dotation de soutien à l'investissement local, à 20 % par le Conseil département des Bouches-du-Rhône.

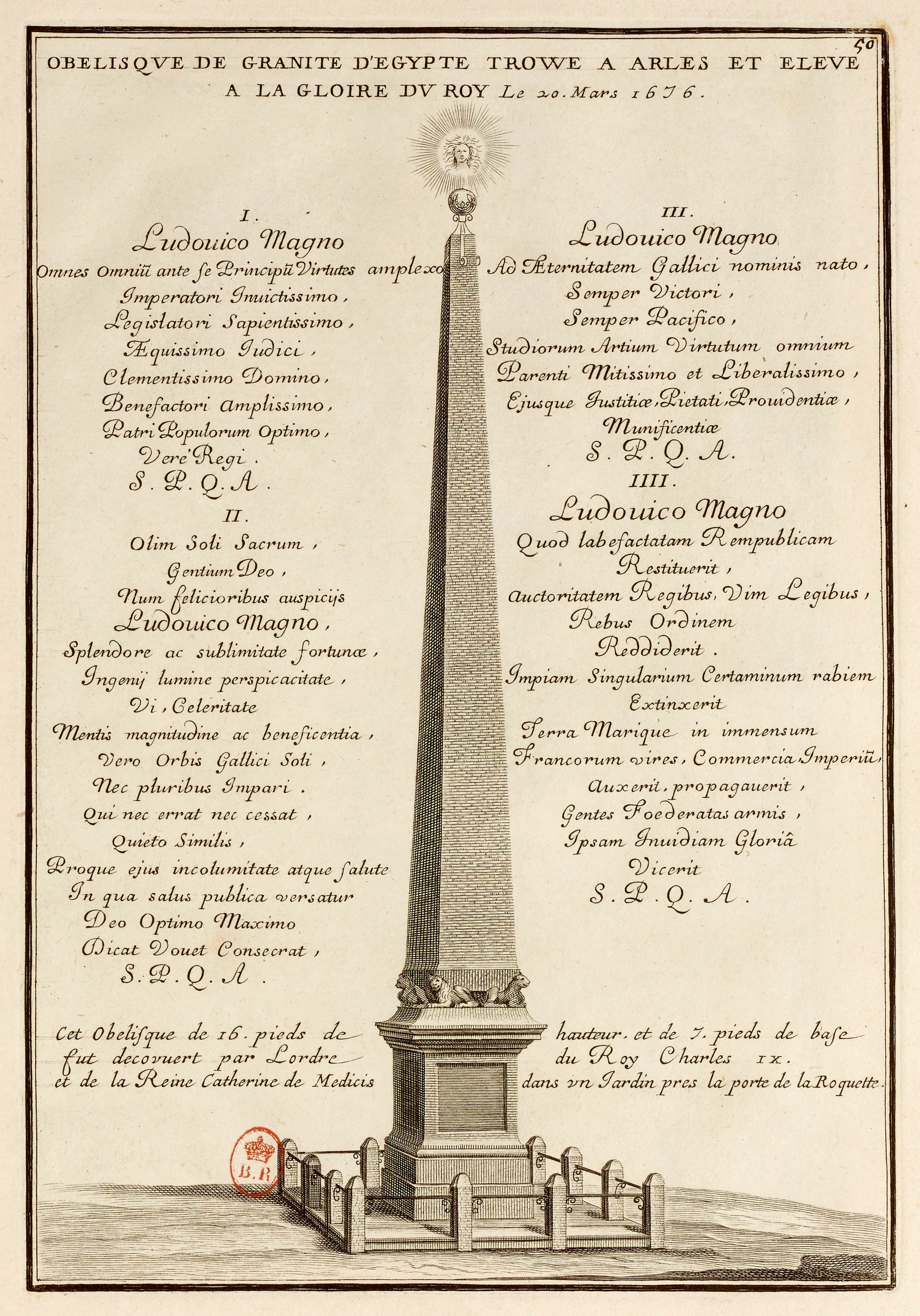
L'obélisque, gravure de Claude-François Ménestrier, 1689.

### Sources, bibliographie
- Émile Fassin et Auguste Lieutaud, L'Obélisque d'Arles, Imprimerie générale du Sud-Ouest, Bergerac, 1909, 26 pages.

- Marc Heijmans, Claude Sintes et Jean-Maurice Rouquette, Arles antique, Paris, monum/Éditions du Patrimoine, coll. « Guides archéologiques de la France », 13 avril 2006, 136 p. (ISBN 2-85822-895-7, présentation en ligne), p. 92-95.